# Killing Stalking
Killing Stalking (킬링 스토킹?, Killing SeutokingLR) è un manhwa sudcoreano scritto e disegnato da Koogi. Originariamente pubblicato sulla piattaforma digitale Lezhin in coreano, giapponese ed inglese per tre stagioni, ha poi ricevuto una versione fisica in un cofanetto da 8 volumi. In Italia è stato pubblicato da J-Pop.

## Trama
Yoonbum s'innamora di Sangwoo al college, e decide di seguirlo dopo il periodo di leva in cui il suo intervento lo ha salvato da un tentato stupro. Una volta individuata la sua casa, ci entra e scopre, nella cantina, il corpo di una donna legato. Mentre tenta di liberarla, il ragazzo viene trovato da Sangwoo, che gli rompe le caviglie con una mazza da baseball. La donna muore, ma Sangwoo rimane intrigato dalla dichiarazione d'amore di Yoonbum, e decide di tenerlo in vita per poter giocare coi suoi sentimenti e creare una relazione in cui lui ha il completo controllo, e può esprimere tutti i suoi impulsi.

## Personaggi
Yoonbum (윤범)
Protagonista della serie, è una persona con poca autostima e molto fragile, con un disturbo borderline di personalità. Orfano, ha difficoltà a entrare in una relazione con gli altri e assumendo più comportamenti da stalker, anche a causa degli abusi sessuali subiti dallo zio in età minore. Pratica spesso autolesionismo, quando pensa di non essere utile a nessuno. Anche se è terrorizzato da Sangwoo, continua a dire di amarlo.
Sangwoo Oh (오상우)
Apparentemente il ragazzo perfetto, è in realtà un serial killer con un serio complesso di Edipo, tentando di sostituire la figura materna con Yoonbum. È una persona sadica, psicopatica e manipolatrice, che non esita a compiere violenza fisica e mentale per piegare al suo volere le persone intorno a sé, anche se nella vita di tutti i giorni mantiene una facciata brillante e affabile.
Seungbae Yang (양승배)
Poliziotto ligio al dovere, è il primo a sospettare che Sangwoo sia un serial killer, e che Yoonbum sia una sua vittima. Dopo l'apparente fallimento della sua investigazione su questa ipotesi, cade in depressione e non lascia più l'appartamento: tuttavia, verrà richiamato al dovere da un suo collega e deciderà di portare avanti l'investigazione, salvando Yoonbum.
Ji-eun Min (민지은)
Ragazza coetanea di Sangwoo, ha una cotta per lui. Quando va a casa sua per passare una notte assieme, viene imprigionata e torturata, e Sangwoo guida Yoonbum ad ucciderla, per avvicinarlo a sé. Ji-eun critica aspramente Yoonbum quando lo vede per la prima volta che Sangwoo lo porta fuori di casa.

## Volumi
Il manhwa sta venendo pubblicato in America da Seven Seas Entertainment. È anche stato portato in Germania da Altraverse, in Francia da Taifu e in Spagna da Milky Way Ediciones. Il webtoon è stato raccolto in un'edizione da 8 volumi da Lezhin tra il 2019 e il 2020.
In Italia, la serie è stata licenziata da J-Pop quando era ancora in corso, rendendo così il paese il primo a ricevere una versione cartacea dell'opera. Per questa ragione, la numerazione dei volumi è diversa dal coreano, e segue le stagioni in cui il manhwa è stato rilasciato nella versione digitale: dal primo al quarto volume la numerazione è sequenziale, dal quinto all'ottavo la serie è sottotitolata Season 2 e riprende la numerazione da capo, e dal nono al quattordicesimo Season 3 con la numerazione che riparte di nuovo da uno.
| Nº | Data di prima pubblicazione | Data di prima pubblicazione | Data di prima pubblicazione |
| Nº | Italiano                    | Italiano                    |                             |
| -- | --------------------------- | --------------------------- | --------------------------- |
| 1  | 12 luglio 2017              | ISBN 978-88-3275-061-4      |                             |
| 2  | 6 settembre 2017            | ISBN 978-88-3275-141-3      |                             |
| 3  | 4 ottobre 2017              | ISBN 978-88-3275-142-0      |                             |
| 4  | 15 novembre 2017            | ISBN 978-88-3275-143-7      |                             |
| 5  | 7 novembre 2018             | ISBN 978-88-3275-303-5      |                             |
| 6  | 30 gennaio 2019             | ISBN 978-88-3275-722-4      |                             |
| 7  | 27 marzo 2019               | ISBN 978-88-3275-753-8      |                             |
| 8  | 10 giugno 2019              | ISBN 978-88-3275-813-9      |                             |
| 9  | 6 maggio 2020               | ISBN 978-88-3490-185-4      |                             |
| 10 | 1 luglio 2020               | ISBN 978-88-3490-291-2      |                             |
| 11 | 26 agosto 2020              | ISBN 978-88-3490-292-9      |                             |
| 12 | 18 novembre 2020            | ISBN 978-88-3490-293-6      |                             |
| 13 | 8 gennaio 2021              | ISBN 978-88-3490-294-3      |                             |
| 14 | 17 marzo 2021               | ISBN 978-88-3490-469-5      |                             |

## Accoglienza

### Premi
Il manhwa ha vinto la seconda edizione del World Comic Contest di Lezhin, nonché il gran premio da 100,000,000 won.

### Critica
Il webcomic ha riscosso molto successo, soprattutto fra il pubblico femminile. Eleonora Caruso di Wired ha elogiato la prima stagione per l'atmosfera creata, e Marianna Raintoller di Nerdpool ne ha elogiato i protagonisti, così come Stefano Tevini di Nocturno. 
Se la prima stagione e la sua atmosfera sono state molto apprezzate anche dal pubblico, minore attenzione è stata riservata alle stagioni dopo la prima: in generale, la serie è stata apprezzata per la grafica e la composizione dei pannelli, anche se la trama richiede sospensione dell'incredulità. La versione cartacea di J-Pop è stata apprezzata per aver ben reso il passaggio dal digitale a un nuovo medium, anche dal team originale.
La classificazione come yaoi dell'opera è controversa. I suoi sostenitori evidenziano che l'elemento centrale sia la relazione, anche se tossica, fra i due protagonisti, e la centralità dei loro rapporti anche all'interno di un contesto macabro, a cui si aggiunge la classificazione dell'editore dell'opera nel genere e l'approvazione da parte dell'autrice di alcuni commenti della fanbase in tal senso. Al contrario, i suoi detrattori evidenziano come la storia sia qualcosa da non romanticizzare e distante dalla narrazione solitamente ritrovata in opere boy's love, e che l'autrice stessa volesse evidenziare in negativo il rapporto fra i protagonisti. 
La reputazione del manhwa è controversa, soprattutto in ambienti anglofoni, in quanto la relazione fra i due protagonisti può essere interpretata come una svolta positiva per i due, dato che la storia assume raramente un punto di vista esterno, ed è stata vista da una parte del fandom come una storia d'amore travagliata, ma comunque romantica.

### Adattamenti
Un primo episodio di un anime in CGI, realizzato da un fan, è stato pubblicato nel 2020 con l'approvazione dell'autrice originale: tuttavia, il progetto è stato sospeso nel 2022.
Un adattamento live-action è stato annunciato nel 2022.